# Armando Dely Valdés
Pour les articles homonymes, voir Dely et Valdés.
Armando Javier Dely Valdés, né le 5 janvier 1964 à Colón et mort le 17 août 2004 dans la même ville, est un footballeur international puis entraîneur panaméen. International panaméen, il évolue au poste d'attaquant du début des années 1980 au début des années 1990. Il est le frère ainé des jumeaux Julio Dely Valdés et Jorge Dely Valdés.
Formé au Club Técnica y Deportes de Colón, il joue ensuite en Argentine au sein d'Argentinos Juniors puis de San Martín. Après deux ans en Israël, il termine sa carrière en Uruguay au Liverpool Fútbol Club en 1992. Il compte 34 sélections pour treize buts inscrits en équipe nationale et fait partie de la sélection à la Gold Cup 1993.
Devenu entraîneur, il est l'entraîneur adjoint de la sélection pendant cinq ans, puis dirige en 2001 la sélection nationale des U20 panaméens.

## Biographie
Il participe à la Gold Cup 1993 avec l'équipe du Panama.
Il a deux frères jumeaux qui ont été footballeurs professionnels : Julio Dely Valdés et Jorge Dely Valdés.
Il meurt des suites de problèmes cardiaques et cérébraux après trois ans de coma. Le stade du Deportivo Árabe Unido est renommé en son nom après sa mort.